# Питер Вон
Питер Вон (енгл. Peter Vaughan, право име енгл. Peter Ewart Ohm, 1923-2016), британски глумац са каријером дугом 6 деценија, остварио је запажене улоге у филмовима Пси од сламе (1971) и Бразил (1985), у каснијој каријери постао је познат по улози мештра Емона у серији Игра престола (2011-2015).

## Биографија
Британски глумац Питер Вон уживао је у успешној каријери током скоро шест деценија, дебитујући на екрану у филму Алфреда Хичкока "39 степеника", а завршио је на ХБО-овој серији "Игра престола". Рођен као Питер Еварт Ом 4. априла 1923. у Шропширу. Као тинејџер придружио се позоришту Вулверхемптон; био је искусан сценски глумац у време Другог светског рата. Служио је као потпоручник у Крараљевском корпусу везиста, борећи се у Нормандији, Белгији и на Далеком истоку. После рата, одлучио је да се врати глуми, узевши уметничко име Вон. Његова прва филмска улога била је некредитована улога полицајца у трилеру Алфреда Хичкока "39 степеника" (1959). Уследило је неколико година сличних малих улога. Након мале улоге у контроверзном трилеру Сема Пекинпаха "Пси од сламе" (1971), Вон је дебитовао на телевизији у затворском ситкому "Пориџ" (ББЦ 1, 1974-77). Иако се појавио само у три епизоде и филмској адаптацији из 1979. године, ово ће се показати као једна од Вонових најпопуларнијих улога у Великој Британији. Наставио је да глуми у адаптацији "Жене француског поручника" из 1980. заједно са Мерил Стрип и Џеремијем Ајронсом, пре него што је учествовао у филму "Оштрица бријача" (1984) Била Мареја. Вон је остао на британској ТВ, глумећи у адаптацији Дикенсовог романа "Суморна кућа" (ББЦ, 1985), док се такође појавио у филмовима Терија Гилијама "Временски бандити" (1981) и "Бразил" (1985). Вон је своју највећу филмску улогу преузео као отац Ентонија Хопкинса у филму "Остаци дана" (1993). Вонова најпознатија улога била је и његова последња: од 2011. до 2015. глумио је мештра Емона у "Игри престола". Питер Вон је преминуо 6. децембра 2016. године у 93. години.

## Улоге
| Година    | Наслов                    | Оригинални наслов   | Улога                 |
| --------- | ------------------------- | ------------------- | --------------------- |
| 1959      | 39 степеника              |                     | полицајац (камео)     |
| 1971      | Пси од сламе              | Straw Dogs          | Том Хеден             |
| 1979      | Зора Зулуа                |                     | наредник Блумфилд     |
| 1979      | Каша                      | Porridge            | Хари Гроут            |
| 1981      | Временски бандити         |                     | Огр Винстон           |
| 1981      | Жена француског поручника |                     | г. Фримен             |
| 1985      | Бразил                    |                     | г. Хелпман            |
| 1988      | Рат и сећање              | War and Remembrance | генерал Курт Цајтцлер |
| 1993      | Остаци дана               |                     | Виљем Стивенс         |
| 2007      | Смрт на сахрани           |                     | стриц Алфи            |
| 2011-2015 | Игра престола             |                     | мештар Емон           |